# Хипомедонт
Хипомедонт, (грч. Ἱππομέδων, Ἱππομέδοντος) је у грчкој митологији било име више личности.

## Етимологија
Име Хипомедонт има значење „господар коња“.

## Митологија
1. Био је један од вођа похода седморице против Тебе.[2] Био је син аргивког краља Талаја, једног од Аргонаута и Лисимахе, или Аристомаха или Мнесимаха и Метидике, а са Еванипом или Нејаклом је имао сина Полидора. Напао је Онкејанска врата Тебе.[3] Описан је као храбар и јак и помало је личио на Тифона, чији је лик са стотину змијских глава носио на свом штиту. У борби га је убио Хипербије, син јунака Енопа[4] или Исмар.[3]
2. Фрижанин кога је у тројанском рату убио Неоптелем.[5]
3. Још један учесник тројанског рата, син Хипаса и Окироје, рођен крај реке Сангарије, а кога је такође убио Неоптелем.[5] Према неким изворима, он је био Хипасов отац, а кога је имао са Окиројом.[6]
4. Отац тројанског јунака Менета.[7]